# Jules-Jean Mabit
Pour les articles homonymes, voir Mabit (homonymie).
Jules-Jean Mabit est un médecin français né à Toulouse le 24 janvier 1781 et mort à Caudéran le 1er mai 1846. À Bordeaux en tant que praticien à l'hôpital Saint-André et professeur à l’École de médecine, il adopte en précurseur et promeut de nouvelles techniques comme l'usage du stéthoscope et l'homéopathie.

## Biographie
Jules-Jean Mabit naît à Toulouse le 24 janvier 1781 dans une famille d'origine bretonne. Mobilisé en 1797 en tant que chirurgien de troisième classe dans l'armée des Alpes, il participe aux campagnes d'Italie et d’Égypte. En 1802 il est chirurgien de deuxième classe au sein du corps expéditionnaire envoyé reprendre le contrôle de l'île de Saint-Domingue, qu'agite le mouvement indépendantiste dirigé par Toussaint Louverture. Blessé à la bataille du Cap-français, il est capturé par les Anglais ; sur le bateau qui l'emmène captif en Angleterre se déclare une épidémie de fièvre jaune qu'il contribue à soigner. Détenu deux ans à Plymouth, il regagne enfin la France grâce à un échange de prisonniers,. 
Après qu'il s'est installé comme chirurgien de marine en Bretagne, Mabit épouse en 1806 la cousine de l'évêque de Quimper — par l'intermédiaire duquel il fait la connaissance de son confrère René Laennec, originaire de cette ville.
En 1816 Mabit déménage à Bordeaux, où il est nommé médecin à l'hôpital Saint-André. Il enseigne la pathologie interne à l'École élémentaire de médecine de la ville à partir d'octobre 1822. Il est médecin de l’Hospice des enfants assistés, membre de la Société médicale d’émulation, et de la Société de médecine de Bordeaux. En 1829, Mabit est nommé membre titulaire du Conseil de santé.
Catholique pratiquant, royaliste affirmé, il reste à l'écart d'un milieu médical local plutôt libre-penseur, républicain ou bonapartiste. Son enthousiasme pour de nouvelles techniques passe mal chez ses confrères : il se fait ainsi le promoteur du stéthoscope, un instrument que Laennec vient d'inventer et dont il lui offre un exemplaire lors d'un passage à Bordeaux.
Mabit s'essaie aussi à l'homéopathie, qu'il utilise notamment lors d'une épidémie de choléra en 1832,. Il ouvre une « clinique homéopathique » à l'hôpital de Bordeaux, s'attirant les foudres de ses confrères. 
En 1841 il est réquisitionné par le préfet de Dordogne pour soigner à Périgueux une épidémie de suette miliaire, une infection aujourd'hui disparue.
Il accède à la charge de directeur de l'École de médecine de la ville, et est brièvement maire de Caudéran, en 1845, une commune désormais englobée dans Bordeaux.
Il meurt le 1er mai 1846, laissant au moins un fils, Jules-Joseph (1808-1881), médecin comme lui,.

## Publications
- De l'influence des études et de la pratique de la médecine sur les opinions religieuses du médecin, Bordeaux, 1824
- Du choléra Morbus asiatique ou spasmodique, Bordeaux, 1832
- Rapport sur le choléra morbus qui a été observé à Bordeaux depuis le 4 août 1832, Bordeaux, 1833[5]
- Rapport et instruction pratique sur le choléra morbus, rédigés et publiés d'après la demande du gouvernement, Académie Royale de Médecine, 1832
- Du Choléra Morbus asiatique ou spasmodique, rapport lu à l'intendance sanitaire du département de la Gironde, dans la séance du 24 avril 1832, Bordeaux, Gassiot & Béchet
- Rapport sur le Choléra Morbus asiatique qui a été observé à Bordeaux depuis le 4 août 1832 jusqu'à ce jour et sur la nécessité du complet assainissement de la ville, pour diminuer la durée et prévenir de nouvelles invasions de cette maladie; Fait au nom d'un Commission de l'Intendance sanitaire de la Gironde, et lu dans la séance du 12 septembre 1832, Bordeaux
- Lettre au conseiller Samuel Hahnemann sur le traitement homéopathique du choléra-morbus asiatique, Bordeaux, Peletingeas, février 1833 (lire en ligne)
- Observations sur l'homéopathie relatives à la décision prise par l'Académie Royale de Médecine sur cette nouvelle doctrine, Bordeaux, 1835
- Étude sur le choléra asiatique ou spasmodique, et sur les traitements qui lui sont opposés, spécialement par la doctrine homéopathique, Bordeaux, 1835[8]

## Hommages
Chevalier de la Légion d'honneur
À Bordeaux la place Mabit est nommée en son honneur en 1906 : là était alors l'école de médecine de la ville (la rue Jules-Mabit de la même ville est quant à elle dédiée à son fils).